# Bosch (seriál)
Bosch je kriminální televizní seriál produkovaný americkými společnostmi Amazon Studios a Fabrik Entertainment, který měl premiéru 6. února 2014 na streamovací službě Prime Video. Hlavní roli policejního detektiva Harryho Bosche ztvárnil Titus Welliver.
Dne 18. března 2015 Amazon prodloužil seriál o druhou řadu, která měla premiéru 11. března 2016. Dne 1. dubna 2016 byl seriál obnoven pro třetí řadu, která měla premiéru 21. dubna 2017. Dne 17. října 2016 byla objednána čtvrtá řada seriálu, jejíž premiéra se uskutečnila 13. dubna 2018. Dne 13. února 2018 bylo oznámeno, že seriál získal pátou řadu, která byla zveřejněna 19. dubna 2019. Dne 14. listopadu 2018 byl seriál obnoven pro šestou řadu, která měla premiéru 16. dubna 2020. 13. února 2020 byl seriál obnoven pro sedmou a finální řadu seriálu, která měla premiéru 25. června 2021.
První řada se inspirovala knihami Dvanáctá oběť, Město kostí a Park ozvěn od amerického spisovatele Michaela Connellyho. Druhá řada adaptovala Posledního kojota a Falešné hráče. Ve třetí řadě byly použity knihy Černá ozvěna, Temnější než noc a Pád. Čtvrtá řada zas adaptovala Andělský let. Pátá řada byla inspirovaná knihou Dva druhy pravdy. Šestá řada byla inspirována knihami Vyhlídka a Temná svatá noc. Sedmá řada byla natočena podle románu Hořící pokoj.
V Česku měl seriál premiéru dne 12. ledna 2020 na Prima Krimi.
Dne 3. března 2021 společnost Amazon oznámila, že připravuje pro svou internetovou televizi IMDb TV spin-off seriálu Bosch, ve které se objeví Welliver spolu s velkou částí tvůrčího týmu Bosch.

## Obsazení

### Hlavní role
| Postava                             | Herec           | Český dabing     | Popis                                    | Řady            | Řady            | Řady            | Řady            | Řady            | Řady            | Řady            |
| Postava                             | Herec           | Český dabing     | Popis                                    | 1               | 2               | 3               | 4               | 5               | 6               | 7               |
| ----------------------------------- | --------------- | ---------------- | ---------------------------------------- | --------------- | --------------- | --------------- | --------------- | --------------- | --------------- | --------------- |
| Hieronymus „Harry“ Bosch            | Titus Welliver  | Vladislav Beneš  | policejní detektiv                       | hlavní          | hlavní          | hlavní          | hlavní          | hlavní          | hlavní          | hlavní          |
| Jerry „Jed“ Edgar                   | Jamie Hector    | Filip Tomsa      | Boschův partner                          | hlavní          | hlavní          | hlavní          | hlavní          | hlavní          | hlavní          | hlavní          |
| poručík Grace „Bullets“ Billetsová  | Amy Aquino      | Dagmar Čárová    | Boschova přímá nadřízená a přítelkyně    | hlavní          | hlavní          | hlavní          | hlavní          | hlavní          | hlavní          | hlavní          |
| Irvin S. Irving                     | Lance Reddick   | Miroslav Hanuš   | šéf policie                              | hlavní          | hlavní          | hlavní          | hlavní          | hlavní          | hlavní          | hlavní          |
| Julia Brasherová                    | Annie Wersching | Lucie Štěpánková | policistka                               | hlavní          | Does not appear | Does not appear | Does not appear | Does not appear | Does not appear | Does not appear |
| Daniel Fitzpatrick / Raynard Waits  | Jason Gedrick   | Lukáš Jurek      | sériový vrah                             | hlavní          | Does not appear | Does not appear | Does not appear | Does not appear | Does not appear | Does not appear |
| Eleanor D. Wischová, roz. Scarletti | Sarah Clarke    | Michaela Kuklová | bývalá agentka FBI a Harryho ex-manželka | hlavní          | hlavní          | hlavní          | hlavní          | Does not appear | Does not appear | Does not appear |
| Madeline „Maddie“ Boschová          | Madison Lintz   | Kristýna Skružná | Harryho dcera                            | vedlejší        | hlavní          | hlavní          | hlavní          | hlavní          | hlavní          | hlavní          |
| Veronica Allenová                   | Jeri Ryan       | Zuzana Ščerbová  | bývalá pornohvězda                       | Does not appear | hlavní          | hlavní          | Does not appear | Does not appear | Does not appear | Does not appear |
| Carl Nash                           | Brent Sexton    | Tomáš Juřička    | bývalý policejní detektiv                | Does not appear | hlavní          | Does not appear | Does not appear | Does not appear | Does not appear | Does not appear |
| Honey „Money“ Chandlerová           | Mimi Rogers     | bude oznámeno    | advokátka pro občanská práva             | vedlejší        | vedlejší        | vedlejší        | vedlejší        | vedlejší        | vedlejší        | hlavní          |
| detektiv Santiago „Jimmy“ Robertson | Paul Calderón   | bude oznámeno    | Harryho starý známý                      | Does not appear | Does not appear | vedlejší        | vedlejší        | vedlejší        | vedlejší        | hlavní          |

### Vedlejší role
- Gregory Scott Cummins jako detektiv Robert „Crate“ Moore
- Troy Evans jako detektiv „Barrel“ Johnson
- Scott Klace jako seržant John „Mank“ Mankiewicz
- DaJuan Johnson jako policista Rondell Pierce
- Deji LaRay jako policista Julius Edgewood
- Jason Sims-Prewitt jako policista Victor Rhodes
- Joni Bovill jako Ida: sekretářka šéfa policie Irvina Irvinga
- Steven Culp jako Richard „Rick“ O'Shea (řady 1-4)
- Eric Ladin jako Scott Anderson, reportér Los Angeles Times (řady 3, 5-7)
- Jacqueline Obradors jako detektiv Christina Vegová (řady 5-7)
- Bess Armstrong jako soudkyně Donna Sobelová (řady 5-7)
- Mark Herrier jako kapitán Dennis Cooper (řady 5-7)

## Řady a díly
| Řada | Díly | Premiéra na Prime Videu | Premiéra na Prime Videu | Premiéra v ČR (Prima Krimi) | Premiéra v ČR (Prima Krimi) |
| Řada | Díly | První díl               | Poslední díl            | První díl                   | Poslední díl                |
| ---- | ---- | ----------------------- | ----------------------- | --------------------------- | --------------------------- |
| 1    | 10   | 6. února 2014           | 13. února 2015          | 12. ledna 2020              | 15. února 2020              |
| 2    | 10   | 11. března 2016         | 11. března 2016         | 16. února 2020              | 21. března 2020             |
| 3    | 10   | 21. dubna 2017          | 21. dubna 2017          | 22. března 2020             | 25. dubna 2020              |
| 4    | 10   | 13. dubna 2018          | 13. dubna 2018          | 26. dubna 2020              | 31. května 2020             |
| 5    | 10   | 19. dubna 2019          | 19. dubna 2019          | 31. května 2020             | 4. července 2020            |
| 6    | 10   | 16. dubna 2020          | 16. dubna 2020          | 31. října 2021              | 4. prosince 2021            |
| 7    | 8    | 25. června 2021         | 25. června 2021         | bude oznámeno               | bude oznámeno               |